# Nasiriya
Nasiriya (spellingsvarianten Nassiriya en Nasiriyah; Arabisch:  ,الناصريةAl-Nasiriyah of An-Nasiriyah) is een stad in Irak, ongeveer 375 kilometer ten zuidoosten van Bagdad. Het is de hoofdstad van de provincie Dhi Qar. Volgens officiële cijfers woonden er 265.93 mensen in 1987; in 2003 werd het inwonertal op 560.200 geschat.
De bevolking bestaat in meerderheid uit sjiitische moslims. Het stedelijk museum bezit een grote collectie voorwerpen uit Soemerië, Assyrië, Babylonië, en van de Abbasiden.

## Geografie
Nasiriya is gelegen aan de noordelijke oever van de Eufraat, nabij de ruïnes van de oeroude stad Ur, op het westelijke uiteinde van een groot moerasgebied tussen Eufraat en Tigris. Het is een strategisch punt, omdat hier de Eufraat kan worden overgestoken. Nasiriya ligt ook aan de hoofdweg tussen Basra en al Koet, en heeft spoorverbindingen met grote Iraakse steden. In het gebied worden dadels geteeld.

## Geschiedenis
De stad werd in 1870 gesticht door sjeik Nasir Sadun, en kwam later onder direct bestuur van het Ottomaanse Rijk.
Tijdens de Eerste Wereldoorlog werd Nasiriya in juli 1915 veroverd door de Engelsen. Hierbij sneuvelden 500 Engelse soldaten en waarschijnlijk evenveel Turken.
De sjiitische bevolking van Nasiriya nam op 2 maart 1991 deel aan de opstand tegen het regime van Saddam Hoessein na de Golfoorlog van 1990-1991. Deze opstand werd op brute wijze neergeslagen door het Iraakse leger.
In maart 2003 werd bij Nasiriya gevochten tijdens de Golfoorlog van 2003. Op 23 maart 2003 liep een groep Amerikaanse soldaten van de aan- en afvoertroepen er in een Iraakse hinderlaag, nadat zij in een zandstorm een verkeerde afslag hadden genomen en hun wapens blokkeerden. Soldate Jessica Lynch was de enige overlevende. Zij werd een week later door Amerikaanse troepen uit een Iraaks ziekenhuis bevrijd; een gebeurtenis waarover verschillende lezingen de ronde doen. De hele situatie is door de Amerikaanse overheid als propaganda-nieuws gebruikt.
Na de Golfoorlog van 2003 werd in Nasiriya het hoofdkwartier gevestigd van de Italiaanse bezettingstroepen in Irak. Op 12 november 2003 vond een zelfmoordaanslag plaats op dit hoofdkwartier. Zeventien Italiaanse soldaten en twee burgers (waaronder een regisseur, Stefano Rolla, die een documentaire draaide over de Italiaanse aanwezigheid in Irak) van Italiaanse afkomst kwamen om. Daarnaast vielen acht Iraakse slachtoffers.

## Geboren in Nasiriya
- Aziz Salih al-Numan (1941-2024), politicus